# 卓橒
卓橒（1813年—1857年），字鶴溪、一字午生、一字云木，号寉溪，四川成都府华阳县人。道光丁酉举人，庚子进士。

## 生平
中进士授选翰林院庶吉士，后任编修、国史馆协修。道光三十年任庚戌科会试同考官。咸丰元年任文渊阁校理；二年任日讲起居注官；三年授右赞善；四年迁詹事府右庶子、大理寺少卿、内阁学士兼礼部侍郎、兵部右侍郎、吏部右侍郎等职。

## 家族
父卓秉恬，嘉庆七年壬戌科进士，官至武英殿大学士，谥文端。
女儿卓氏，女婿殷源，同治甲戌进士。